# Carrer Allenby

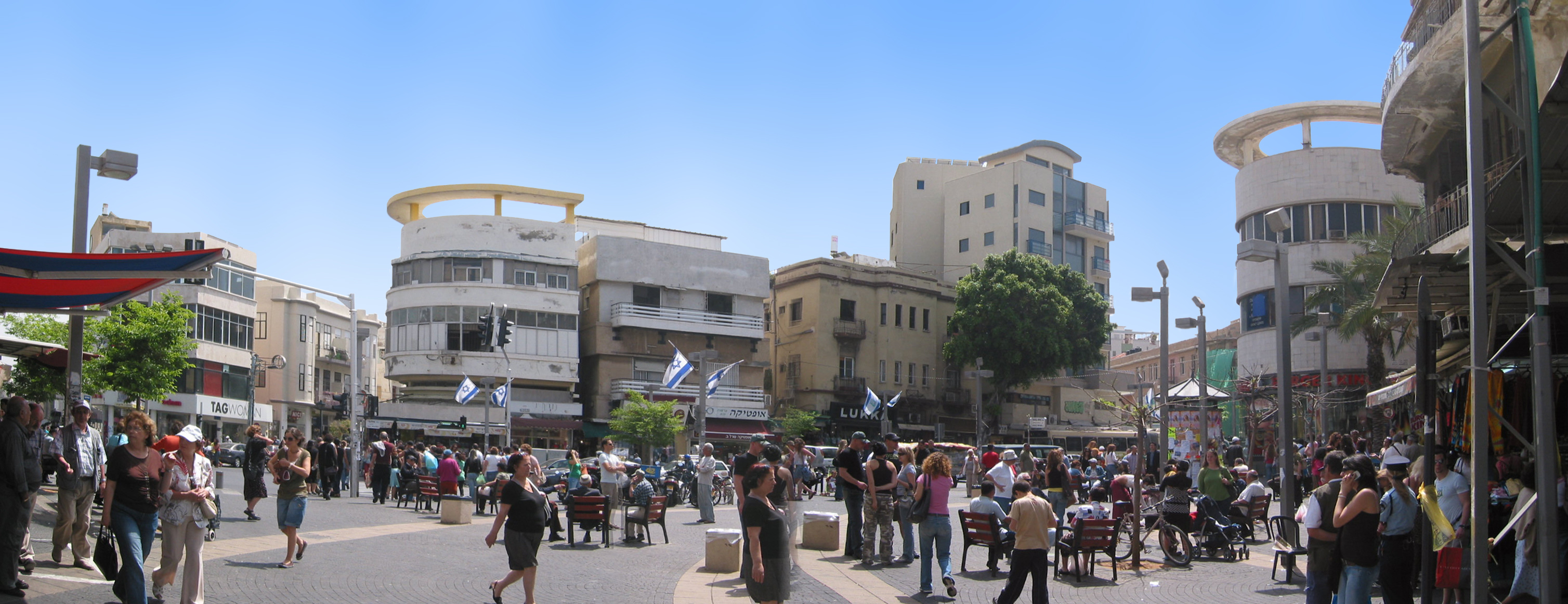
Plaça Maguen David.

El carrer Allenby (en hebreu, hebreu: רחוב אלנבי‎, Rehov Allenby) és un important carrer del centre de la ciutat de Tel-Aviv, Israel. Va ser anomenada en honor del mariscal de camp, vescomte Edmund Allenby.
El carrer Allenby s'estén des de la plaça HaKneset, prop del mar Mediterrani, al nord-oest, fins a la plaça HaMoshavot al carrer HaAliya, al sud-est. Va ser el primer carrer pavimentat amb formigó en 1914. Durant el dia, és un carrer comercial amb molts petits negocis i botigues de roba. A la nit es converteix en un centre de la vida nocturna, és conegut per les seves llibreries, cafès, pubs, i restaurants. Moltes línies d'autobusos públics funcionen al llarg del carrer Allenby.

## Monument històric

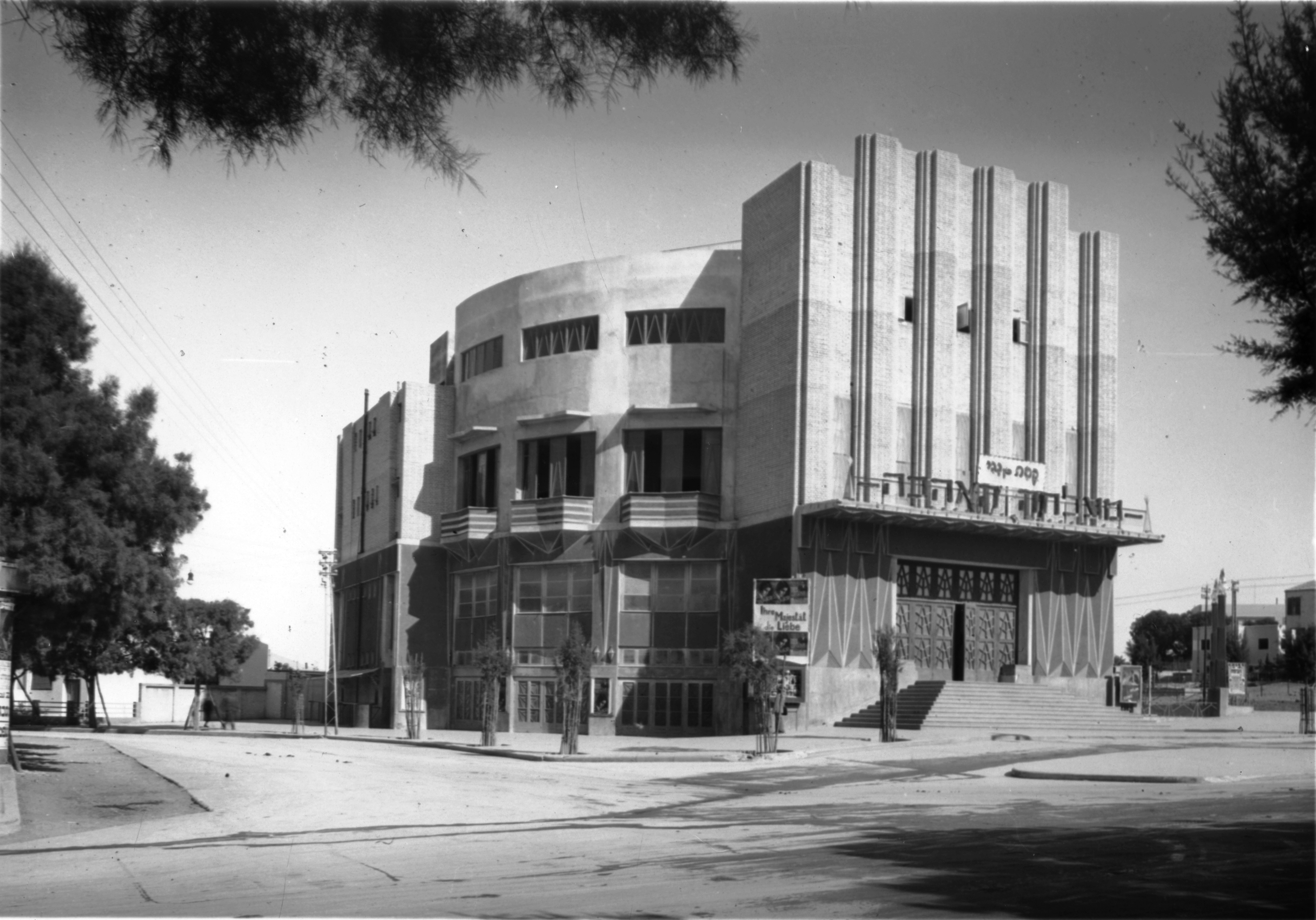
Fotografia històrica del teatre Mugrabi.

L'edifici conegut com a Lederberg House, construït l'any 1925 a la intersecció del Bulevard Rothschild amb el Carrer Allenby, compta amb una sèrie de murals de ceràmica de gran grandària dissenyats per Ze'ev Raban, un membre de l'Acadèmia Bezalel d'Art i Disseny; els quatre murals mostren a un pioner jueu llaurant i collint els camps, a un pastor, i a la ciutat de Jerusalem, amb un vers de Jeremies 31:4, "De nou t'edificaré, i seràs reedificada"."